# نوبوهيرو ناإيتو
نوبوهيرو ناإيتو (باليابانية: 内藤 修弘) (25 مايو 1978 في فوجيدا في اليابان – )؛ هو لاعب كرة قدم سابق كان يلعب كلاعب وسط.

## وصلات خارجية
- نوبوهيرو ناإيتو على موقع رابطة كرة القدم اليابانية للمحترفين (اليابانية)
- نوبوهيرو ناإيتو على موقع عالم كرة القدم.نت (الإنجليزية)